# Raymond Farina
Pour les articles homonymes, voir Farina.
Œuvres principales
- Fragments d'Ithaque (1984)
- Virgilianes (1986)
- Eclats de vivre (2006)

Raymond Farina, né le 11 juin 1940 à Alger est un poète et traducteur français.

## Biographie

### Une jeunesse multiculturelle
Raymond Farina a passé son enfance en Algérie et au Maroc. La culture plurielle dans laquelle il a baigné lui a été transmise par des ascendants valenciens, italiens et bretons, ainsi que par Catherine, sa nourrice maltaise, illettrée, qui l’élève jusqu’à l’âge de huit ans dans une petite ferme isolée des hauts d’Alger. Il ne fréquente guère l'école primaire mais passe beaucoup de temps dans la nature, parmi les animaux. Au début des années 1950, il quitte l’Algérie pour le Maroc et grandit à la campagne, entre Casablanca et Bouskoura. Il partage son temps entre des études classiques et les jeux des jeunes bergers, avec qui il apprend l’arabe dialectal. Il s’intéresse aux noms et aux mœurs des oiseaux, aux techniques et aux pratiques magiques de chasse, aux croyances et aux contes populaires. C’est la période où la poésie – celle de Verlaine, d’abord - entre dans son existence. Il commence à écrire à l’âge de 13 ans.
De 1958 à 1960, il fait d’autres découvertes : celles de Baudelaire, puis de Shelley, Keats, Shakespeare, Follain, Supervielle, Prévert, Lorca, Whitman, Pasternak, Pouchkine… Il doit à Camus, dont il lit toute l’œuvre à l’âge de vingt ans, la découverte de Char mais aussi de Chestov, de Kierkegaard (Journal), de Nietzsche (Ainsi parlait Zarathoustra) et d'autres penseurs qui ont une conception tragique de l'existence.
L’enfance et l’adolescence maghrébines de Raymond Farina sont profondément marquées par la mer, la vivante mosaïque des poissons pêchés en Méditerranée, les promenades sur les plages désertes de Sidi Rahal et les nuits dans les criques du Djorf Lasfar. De son écriture poétique, l’enfance restera la source vive : « petit cosmos » aux « présences essentielles », temps des « mythes familiers », « élément vivifiant qui nous porte », et aussi « lieu d'où s'écrit encore le poème et qui éclaire le mouvement de notre vie. »

### Essentielles rencontres
De 1960 à 1962, le futur poète séjourne de nouveau en Algérie. Espérant y faire ses études supérieures, il vit douloureusement l’atmosphère du terrorisme. Cette sombre période lui laisse cependant d’heureux souvenirs : sa rencontre avec Marie-Paule Granès, qui deviendra sa femme ; les moments passés au milieu des enfants de l’École des jeunes sourds d’Alger, où ils sont tous deux répétiteurs ; les leçons philosophiques de maîtres qu’il admire.
En France, Raymond Farina obtient sa maîtrise à l’Université de Nancy et, tout en continuant à écrire des poèmes, il enseignera la philosophie, avec son épouse, pendant trente-cinq ans, en divers endroits : dans les Vosges, où naît leur fils Bruno Farina, au Maroc, où vient au monde leur fille Annick Farina, puis en Charente, dans l’Aveyron, le Vaucluse, le Gard, le Var, en Bretagne, en République centrafricaine et enfin à la Réunion, où il vit depuis 1990.

## Ses œuvres

### Premières parutions: la quête des origines
C’est seulement en 1980 que Raymond Farina décide d’envoyer ses textes poétiques aux rédactions de La Nouvelle Revue Française et d'Europe (revue), qui les publient. Ses premiers poèmes, proches de l'aphorisme révèlent "une écriture fine, altière, un peu grise, arrachée aux marécages de la solitude, des déchirements du non-dit, des nostalgies reconnues et contournées" comme le souligne Charles Dobzynski voyant en lui "une voix sûre mais discrète, qui sait voiler ses cris [...] qui vient de loin, de profond, sans apprêt et sans fard". C’est aussi à cette époque qu’il renoue avec sa passion de traduire : un poème d’Ezra Pound est accueilli dans la revue Obsidiane. Suivront beaucoup d’autres : celles de poètes américains, italiens, portugais et espagnols. La traduction est pour lui une façon de faire chanter en français la polyphonie culturelle dans laquelle a baigné son enfance. Ses premiers recueils, aujourd’hui perdus, sont partagés entre la concision du fragment et la tension du lyrisme (il lit alors avec passion Lorca et Char). Il y renoue avec ses rêveries d’enfant solitaire devant les nuages.
Rêvant de faire un séjour d’un an à Imsouane, petit village situé au Nord d’Agadir, pour y écrire une thèse d’ethnozoologie en participant à l’activité des pêcheurs, il n’obtient pas la bourse espérée. Il écrit en 1981 Les Lettres de l’origine, une chronique de ce village berbère, où il a passé avec sa famille sept étés successifs. La même année, il compose un recueil consacré à Antonio Gramsci, écrivain et théoricien politique italien, communiste, emprisonné pendant onze ans par le régime fasciste de Mussolini : Le Rêve de Gramsci. Par l’écriture, Raymond Farina tente de rejoindre cette grande figure dans son rêve de prisonnier arraché à son sud géographique et spirituel, abandonné par ses amis et une partie de sa famille, de surcroît privé de ses livres : « Mais je veux être une semence / oubliée par le vent / dans cette cavité du monde »... Il écoute les musiciens de la Renaissance qu’adorait Stendhal et que Gramsci dut aimer aussi - Marcello, Cimarosa, Geminiani… : ce sont eux qui lui donnent le tempo de ce long poème lyrique qui peut rappeler Apollinaire.
Poursuivant sa quête de l’origine, il publie en 1982 Archives du sable, évocation des tablettes d’argile et des stèles de la cité d’Ugarit, dont les caractères cunéiformes, sous sa plume de poète, se changent en oiseaux et les instants, en espace : « ces moments d’ailes donnant ciel / à mes mots ».
Quelques traces de ces archives perdurent dans les Fragments d’Ithaque (1984), mais elles se mêlent aux belles empreintes des diverses « Ithaque » - « toutes ces îles d’arrière songe » - que le poète a pu quitter au cours de son existence. Au même moment est publié le recueil Pays, après l’attribution à son auteur, par le Centre national du livre, d’une bourse de création qui lui permet de se libérer partiellement des contraintes imposées par son activité professionnelle. Depuis quelques années, Raymond Farina résidait en Bretagne, le pays de sa mère. Mais il finit par se sentir étranger dans « ce lent pays tissé d’averses »… Le chant du retour se transmue en un poème d’exil où se mêlent les images ambiguës d’un passé tissé de bonheurs et d’horreurs : « Ainsi nous sommes désormais / bribes de la vie lasse / Songes de mort cherchant / appui au dernier pan de monde ».
Deux ans plus tard paraît le recueil Virgilianes, né, dès 1983, de la découverte d’un exemplaire ancien des Bucoliques de Virgile, dont la page de garde portait le nom du prisonnier d’un Oflag. L’homme avait écrit au crayon, dans la marge des poèmes, différentes annotations durant sa captivité en Allemagne. Peu à peu, à l’écoute fervente de Mozart et de Berg, un lien se crée dans l’esprit du poète entre Virgile, dépossédé de son verger de Mantoue par l’empereur, et ce prisonnier arraché à son verger de Bretagne. Dans ces poèmes sourd une colère maîtrisée devant l’arrogance des puissances et leur force brutale. On y sent parallèlement un parti pris tendre et serein pour l’insignifiant, le précaire, « le rien léger »…
Œuvres ultérieures : vers l'apaisement
Si le poète s’est longtemps senti tiraillé entre le lyrisme et le fragment, cette contradiction lui semble dépassée dans Anecdotes, en 1988, où s’opère une sorte d’équilibre en ces deux formes. L’incessant désir de relier, d’un fil aérien et fragile, les mots et les mondes lui aurait-il, pour une part, insufflé sa prédilection pour les êtres ailés - oiseaux, anges, papillons… ? Epitola posthumus (1990) est né d’une rencontre avec la République Centrafricaine, ce « pays abandonné par le monde entier » où Raymond Farina réside de 1989 à 1991. Le papillon epitola posthumus, aux ailes bleu-nuit, ourlées de noir, devient l’âme fragile d’une Afrique au grand corps douloureux.
En 1991, Anachronique laisse apparaître, éphémères parfois, parmi les anges et les oiseaux, les figures essentielles du père rencontré seulement à l'âge adulte (« le Commandeur »), d'Ulysse, son alter ego constamment présent dans le texte, de sa grand-mère italienne, de Kalissa, sa chère nourrice, à qui il rend visite douze ans après l'avoir quittée, et de la femme qu’il aime. Deux thèmes essentiels s’y expriment par ailleurs : le doute relatif à l’écho d’un poème écrit par Jonas du fond de sa baleine (frère du poète en sa discrète humilité) et les premiers murmures de l’Afrique, qu’amplifiera Sambela, en 1993, à travers différents paysages – de Bangui, de l’Oubangui, du Zaïre…
Ce recueil s’était ouvert sur l’image récurrente de la toile d’araignée qui représente par excellence la création poétique. Les poèmes de Sambela laissent ensuite résonner l’écho d’une double tragédie: familiale, d’abord, - la maladie d’un proche - ; sociale, ensuite, à travers les drames du Sida, de la faim et de la solitude: « Dans le lent voyage du sang / la mort glisse ses fièvres / ses sournois anophèles // la faim / ne croit plus aux berceuses ». Raymond Farina dessine le portrait d’une Afrique défigurée, livrée à l’incurie de dirigeants incompétents, corrompus et soutenus par des ambassades oublieuses des valeurs qu’elles sont censées incarner.
En 2006 est publié Eclats de vivre. Une sorte d’acceptation apaisée s’y fait parfois entendre face à un monde trop plein de bruit et d’anonymat, à l’Algérie douloureuse et à la fuite du temps. La même année, les oiseaux font leur réapparition dans Une colombe une autre, paru aux éditions des Vanneaux. Ce bref recueil, dédié à des oiseaux de chair, de plume, d’écriture et de peinture, réintroduit de la légèreté dans la gravité d’un chaos moderne : « fleur de buée petite fleur / immense infiniment soudain / comme une fable de pétales / ébleuissante sur les lèvres »..

### Une poésie «d’empreintes à peine visibles» (Une colombe une autre)
Raymond Farina a résidé à Alger, Avignon, Bangui, Casablanca, Dinard, Draguignan, Nîmes, Rodez, Safi, Saint-Dié-des-Vosges, Saint-Malo, Saintes, et Saint-Denis (La Réunion). Il voit « la poésie aujourd'hui comme le meilleur moyen de tester la générosité, le désintéressement et l'hospitalité » des hommes. Son écriture est « fine et aérienne, musicale et colorée, érudite, élaborée mais concrète et familière qui capte l’instant », elle est « un geste vif et tendu, à la fois sûr et léger » comme « celui du calligraphe ».
"J’aurais aimé
Epitola
t’écrire en lettres sumériennes
ou en fin hiéroglyphes
que j’aurais pu jeter au vent
en espérant qu’un jour
quelqu’un saurait les lire"
Epitola Posthumus
Les "empreintes à peine visibles" sont aussi ces particules élémentaires, la poussière, qui reviennent dans l'ouvrage La Gloire des Poussières en 2020.

## Œuvres

### Recueils
- 1979. Mais, AVEC
- 1980. La prison du ciel,  Rougerie, Mortemart
- 1981. Le rêve de Gramsci,  Jacques-Marie Laffont, Lyon (ouvrage publié avec le concours du Centre National des Lettres)
- 1981. Les lettres de l’Origine,  Messidor/Temps Actuels, Paris (ouvrage publié avec le concours du CNL)
- 1982. Archives du sable,  Rougerie, Mortemart
- 1983. Bref,  Les Cahiers du Confluent, Montereau (ouvrage publié avec le concours du CNL)
- 1984. Fragments d’Ithaque,  Rougerie, Mortemart (ouvrage publié avec le concours du CNL)
- 1984. Pays,  Folle Avoine, Bédée (ouvrage publié avec le concours du CNL)
- 1986. Virgilianes,  Rougerie, Mortemart
- 1988. Anecdotes, Rougerie, Mortemart (ouvrage publié avec le concours du CNL)
- 1990. Epitola posthumus,  Rougerie, Mortemart (ouvrage publié avec le concours du CNL. Prix Thyde Monnier décerné par la Société des gens de lettres)
- 1991. Anachronique,  Rougerie, Mortemart (ouvrage publié avec le concours du CNL)
- 1993. Sambela,  Rougerie, Mortemart
- 1995. Ces liens si fragiles, Rougerie, Mortemart (ouvrage publié avec le concours du CNL)
- 2000. Exercices,  L’Arbre à Paroles, Amay (ouvrage publié avec le concours du CNL)
- 2003. Italiques,  anthologie bilingue, traduction en italien d'Emilio Coco, I Quaderni della Valle, réédition en ebook dans les Quaderni di Traduzioni, IX , de La dimora del tempo sospeso
- 2005. Fantaisies, L’Arbre à Paroles, Amay
- 2006. Une colombe une autre,  Éditions des Vanneaux, Montreuil-sur-Brèche (ouvrage publié avec le concours du CNL, du ministère des Outre-mer et du Conseil général de l'Oise)
- 2006. Éclats de vivre, Éditions Bernard Dumerchez (ouvrage publié avec le concours du CNL)
- 2015. La maison sur les nuages,  anthologie 1980-2005, Recours au Poème Editeur
- 2020. Notes pour un fantôme suivi de Hétéroclites, N&B, 2020
- 2020. La Gloire des poussières, Editions Alcyone, 2020.
- 2022. Un printemps sans fenêtre suivi de Réminiscences, N&B, 2022.

### Biographie/anthologie critique
- Sabine Dewulf, Raymond Farina, Bordeaux, Éditions des Vanneaux, coll. « Présence de la poésie », 2019.

### Articles critiques
- Jacques Ancet, Le rêve de Gramsci et Les lettres de l’Origine, Sud, Marseille, no 43.
- Gérard Bocholier, Anecdotes, Arpa, Clermont-Ferrand, no 40.
- Thierry Bouffechoux, Anachronique Poésie92, Maison de la Poésie, Paris, no 43.
- Jean Chatard Exercices, Comme en Poésie, no 4.
- Emmanuelle Caminade, La maison sur les nuages, La Cause Littéraire, 21 mai 2015
- Cahiers Froissart, no 49, Anecdotes.
- Europe (revue) : Charles Dobzynski,Fragments d’Ithaque et Pays, Bernard Vargaftig, Anachroniques, no 664-665, 1992, numéro consacré à Virgile, Françoise Han, Epitola posthumus, Charles Dobzynski, Ces liens si fragiles, no 739-740, juin-juillet 1995.
- Paul Farellier, Fantaisies, Lectio-Adfinitas
- Jean-Pierre Farines, Fantaisies, Arpa, Clermont-Ferrand, no 88, 2006.
- Alain Galan, Le rêve de Gramsci et Les lettres de l’Origine, La Montagne, 6 septembre 1981.
- Pierre Garnier, Préface de Une colombe une autre, Éditions des Vanneaux, 2006.
- Jean-Paul Gavard Perret, Eclats de vivre, Exigence : Littérature, juillet 2012.
- Jean-Paul Gavard-Perret La maison sur les nuages, Le Salon littéraire, 2015.
- Jeanne Maillet, Eclats de vivre, L’Estracelle, Beuvry, no 2, 2007.
- Jeanne Maillet, Une colombe une autre, L’Estracelle, Beuvry, no 3-4, 2007, et Francis Chenot, Une colombe une autre, L’Arbre à Paroles, Amay, no 135, 2007.
- Piera Mattei, Eclats de vivre, Pagine, Rome, no 52, 2007.
- Emmanuel Malherbet, Fragments d’Ithaque et Pays, Alidades, Paris, no 4.
- Teresa Ferrer Passos, Ces liens si fragiles, Artes & Artes, Lisbonne, 1998.
- Gianmarco PinciroliIl Majakovskij, Virgilianes, Varèse, no 27, 1997.
- Robert Sabatier, Histoire de la poésie française, volume 6 – Poésie du XXe siècle, tome 3, Éditions Albin Michel, Paris, 1988.
- Jean-Claude Xuereb, Ces liens si fragiles, Sud, Marseille, n° hors série, 1995.